# Pakistan International Airlines
A Pakistan International Airlines é a maior companhia aérea do Paquistão sob o controle administrativo do Secretário do Governo do Paquistão para a Aviação. Seu principal hub é o Aeroporto Internacional Jinnah em Karachi, enquanto o Aeroporto Internacional Allama Iqbal em Lahore e o Aeroporto Internacional Benazir Bhutto na capital paquistanesa, Islamabad, servem como centros secundários.

## Frota

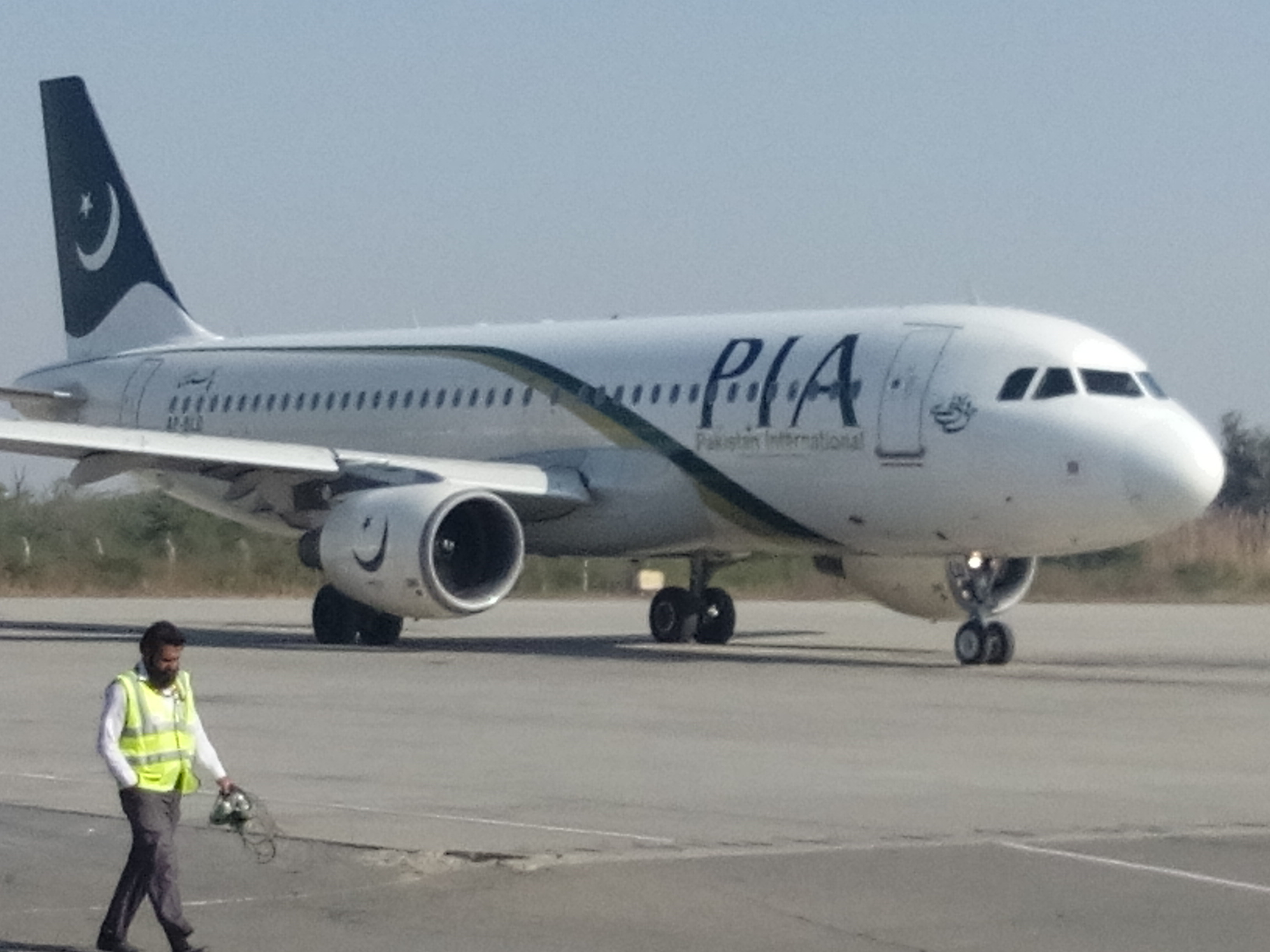
Airbus A320 da Pakistan International Airlines.

A frota da Pakistan International Airlines é formada pelas seguintes aeronaves:
| Modelo           | Total | Passageiros (Negócios/Econômica+/Econômica) | Rotas                                                                     | Anotações            |
| ---------------- | ----- | ------------------------------------------- | ------------------------------------------------------------------------- | -------------------- |
| Airbus A320-200  | 11    | 0/8/169                                     |                                                                           |                      |
| ATR 42-500       | 3     | 48 (0/0/48)                                 | Rotas curtas (Golfo, voos domésticos)                                     |                      |
| ATR 72           | 4     | 0/0/70                                      |                                                                           |                      |
| Boeing 777-200ER | 8     | 320 (35/45/240) 329 (35/54/240)             | Rotas longas e médias (Europa, Arábia Saudita, voos domésticos)           | Um Alugado pela ILFC |
| Boeing 777-300ER | 4     | 393 (35/54/304)                             | Rotas longas e medias (Arabia Saudita, Reino unido, EUA, voos domésticos) |                      |
| Total            | 30    | Atualizada em fevereiro de 2022.            |                                                                           |                      |

1. ↑  «PIA Fleet». Setembro de 2020. Consultado em 13 de fevereiro de 2022